# Rhaphidorrhynchium chichibuense
Rhaphidorrhynchium chichibuense là một loài rêu trong họ Sematophyllaceae. Loài này được Seki mô tả khoa học đầu tiên năm 1981.